# 乔治·萨莫连科
乔治·萨莫连科（英語：George Samolenko，1930年12月20日—），加拿大男子冰球运动员，场上位置是前锋。他曾代表加拿大参加1960年冬季奥林匹克运动会冰球比赛，获得一枚银牌。